# Svetlana Chimrova
Svetlana Chimrova (Светлана Чимрова) née le 15 avril 1996 à Moscou, est une nageuse russe, spécialiste du papillon.

## Palmarès

### Championnats du monde
- Championnats du monde 2013 à Barcelone ( Espagne) :
  -  Médaille de bronze en relais 4 × 100 m 4 nages
- Championnats du monde 2017 à Budapest (Hongrie) :
  -  Médaille d'argent en relais 4 × 100 m quatre nages

- Championnats du monde juniors 2013 à Dubaï ( Émirats arabes unis) :
  -  Médaille d'or sur 50 m papillon
  -  Médaille d'or sur 100 m papillon
  -  Médaille d'or sur 4 × 100 m 4 nages
  -  Médaille d'or sur 4 × 100 m 4 nages mixte

### Championnats d'Europe
Grand bassin
- Championnats d'Europe 2018 à Glasgow ( Écosse) :
  -  Médaille d'argent du 100 m papillon
  -  Médaille d'argent du 200 m papillon
- Championnats d'Europe juniors de 2011 à Belgrade ( Serbie) :
  -  Médaille de bronze sur 50 m papillon
- Championnats d'Europe juniors 2012 à Anvers ( Belgique) :
  -  Médaille d'or sur 100 m papillon
  -  Médaille d'argent sur 50 m papillon

Petit bassin
- Championnats d'Europe 2013 à Herning ( Danemark) :
  -  Médaille d'or en relais 4 × 50 m 4 nages
  -  Médaille d'or en relais 4 × 50 m 4 nages mixte